# Javier Chirinos
Javier Chirinos (Lima, 8 de mayo de 1960) es un exfutbolista y director técnico peruano. Se desempeñaba en la posición de centrocampista y fue integrante de la selección de fútbol del Perú. Actualmente tiene 64 años.

## Biografía
Javier Chirinos nació en Lima, el 8 de mayo de 1960. Hijo de Elena Ramírez de Chirinos (†2011). Casado con Ana Milagros Lloveras, tiene tres hijos: Javier, Silvana y Gonzalo.

## Trayectoria

### Como futbolista
Debutó en el año de 1978 en el Atlético Chalaco del Callao. Es contratado en 1983 Universitario de Deportes donde destacó y campeonó en dos oportunidades. En 1989 jugó por el Defensor Lima, al año siguiente pasó a San Agustín de San Isidro y posteriormente estuvo en el Deportivo Municipal. En 1992 cerró su carrera en el Sport Boys.

### Como entrenador
En los años 2001, 2002 y 2003, tuvo a su cargo provisionalmente la dirección técnica de Universitario de Deportes. También ha tenido a su cargo al América Cochahuayco de la Segunda División del Perú. Dirigió al equipo de Universitario de Deportes sub-20 que conquistó la Copa Libertadores Sub-20 de 2011 realizada en el Perú.

## Selección nacional
Fue internacional con la selección de fútbol del Perú en 20 ocasiones. Debutó el 17 de febrero de 1985, en un encuentro amistoso ante la selección de Bolivia que finalizó con marcador de 3-0 a favor de los peruanos. Su último encuentro con la selección lo disputó el 10 de mayo de 1989 en la derrota por 4-1 ante Brasil.

### Participaciones en Copa América
| Copa América      | Sede      | Resultado    |
| ----------------- | --------- | ------------ |
| Copa América 1987 | Argentina | Primera fase |

## Clubes

### Como futbolista
| Club                      | País | Año         |
| ------------------------- | ---- | ----------- |
| Atlético Chalaco          | Perú | 1978 - 1982 |
| Universitario de Deportes | Perú | 1983 - 1988 |
| Defensor Lima             | Perú | 1989        |
| San Agustín               | Perú | 1990        |
| Deportivo Municipal       | Perú | 1991        |
| Sport Boys                | Perú | 1992        |

### Como entrenador
| Club                                 | País | Año         |
| ------------------------------------ | ---- | ----------- |
| Universitario de Deportes            | Perú | 2001        |
| Universitario de Deportes            | Perú | 2002        |
| Universitario de Deportes            | Perú | 2003        |
| América Cochahuayco                  | Perú | 2008 - 2009 |
| Universitario de Deportes            | Perú | 2010        |
| Universitario de Deportes Sub-20     | Perú | 2010 - 2011 |
| Cobresol                             | Perú | 2012        |
| Universitario de Deportes (Reservas) | Perú | 2016 - 2017 |
| Universitario de Deportes            | Perú | 2018 -      |

## Palmarés

### Como futbolista

#### Campeonatos nacionales
| Título                    | Club                      | País | Año  |
| ------------------------- | ------------------------- | ---- | ---- |
| Primera División del Perú | Universitario de Deportes | Perú | 1985 |
| Primera División del Perú | Universitario de Deportes | Perú | 1987 |

#### Campeonatos nacionales cortos
| Título                 | Club                      | País | Año  |
| ---------------------- | ------------------------- | ---- | ---- |
| Torneo Metropolitano   | Universitario de Deportes | Perú | 1984 |
| Torneo Regional        | Universitario de Deportes | Perú | 1985 |
| Torneo Descentralizado | Universitario de Deportes | Perú | 1985 |
| Torneo Regional        | Universitario de Deportes | Perú | 1987 |
| Torneo Metropolitano   | Universitario de Deportes | Perú | 1988 |
| Torneo Regional        | Universitario de Deportes | Perú | 1988 |

### Como entrenador

#### Campeonatos nacionales
| Título                  | Club                | País | Año  |
| ----------------------- | ------------------- | ---- | ---- |
| Segunda División Sub-20 | América Cochahuayco | Perú | 2008 |

#### Copas internacionales
| Título                   | Club                      | Sede | Año  |
| ------------------------ | ------------------------- | ---- | ---- |
| Copa Libertadores Sub-20 | Universitario de Deportes | Lima | 2011 |

#### Distinciones individuales
| Distinción                                                  | Año  |
| ----------------------------------------------------------- | ---- |
| Entrenador destacado Sub-20 de la Segunda División del Perú | 2008 |